# Західня Україна (літературна організація)
«За́хідня Украї́на» — літературна організація, діяла 1925—1933 у Харкові.

## Історія організації
Спочатку це була секція Спілки селянських письменників «Плуг». Від квітня 1926 — окрема літературна організація, що об'єднувала понад 50 письменників і художників — вихідців із західноукраїнських земель в Києві, Одесі, Дніпропетровську, Полтаві. Очолювали «Західну Україну» Дмитро Загул, згодом — Мирослав Ірчан.
Програма й завдання організації, визначені її першим з'їздом (1930), були спрямовані:
- на висвітлення тяжкого становища і революційної боротьби трудящих Західної України;
- на пропаганду досягнень Країни Рад серед народних мас західноукраїнського краю;
- на підготовку до возз'єднання з Радянською Україною.

Організація від 1927 видавала журнал «Західна Україна», тоді ж організувала видавництво «Західна Україна».
1930 «Західну Україну» прийняли в Міжнародне об'єднання революційних письменників.
1934 більшість членів «Західної України» увійшла до складу Спілки письменників України (нині — Національна спілка письменників України). Значну частину їх було незаконно репресовано.

## Найактивніші члени
- Василь Атаманюк
- Дмитро Бедзик
- Василь Бобинський
- Володимир Гадзінський
- Мечислав Гаско
- Антін Павлюк
- Мирослав Ірчан
- Дмитро Загул
- Володимир Гжицький
- Любомир Дмитерко
- Мелетій Кічура
- Михайло Козоріс
- Федір Малицький
- Микола Марфієвич
- Мирослава Сопілка
- Микола Тарновський
- Іван Ткачук
- Агата Турчинська
- Антон Шмигельський